# Kloster Georgenberg (Bad Rodach)
Das Kloster Georgenberg ist ein ehemaliges Kloster der Prämonstratenser in Bad Rodach in Bayern in der Diözese Bamberg.

## Geschichte
Um das Jahr 1120 stifteten zwei Pfalzgräfinnen, Agnes (Witwe des sächsischen Pfalzgrafen Friedrich von Bottendorf) und ihre Schwester Adelheid von Horburg, zusammen mit anderem Besitz in Bad Rodach auch den nahegelegenen Georgenberg dem Bistum Bamberg. Der Bischof  Otto der Heilige von Bamberg plante die Errichtung einer Benediktinerpropstei.
1135 schenkte der Bischof diese „Zelle Rothaha“ als Unterstützung dem Kloster Veßra. 1149 weihte Bischof Wigger von Brandenburg die auf dem Georgenberg errichtete Kapelle zu Ehren des heiligen Georg. Das Kloster blieb während der Zeit seines Bestehens eine relativ unbedeutende Außenstelle des Mutterklosters. Seit dem 14. Jahrhundert versah wohl nur ein einziger Priester aus dem Mutterkloster Veßra mit dem Titel eines Propstes die Kapelle.
Nach der Säkularisation im Rahmen der Reformation schenkte Kurfürst Johann Friedrich I. der Großmütige von Sachsen den gesamten Besitz der Propstei 1540 dem Hauptmann Matthes von Wallenrod. 1542 kaufte die Stadt Rodach die ehemalige Propstei für 4000 Gulden. Die Gebäude wurden um 1550 abgebrochen und die Steine zur Verstärkung der Stadtmauer verwendet. Es blieben nur Teile der Grundmauern des Klosters im östlichen Teil des Bergplateaus erhalten.